# Ulica Szewska w Poznaniu

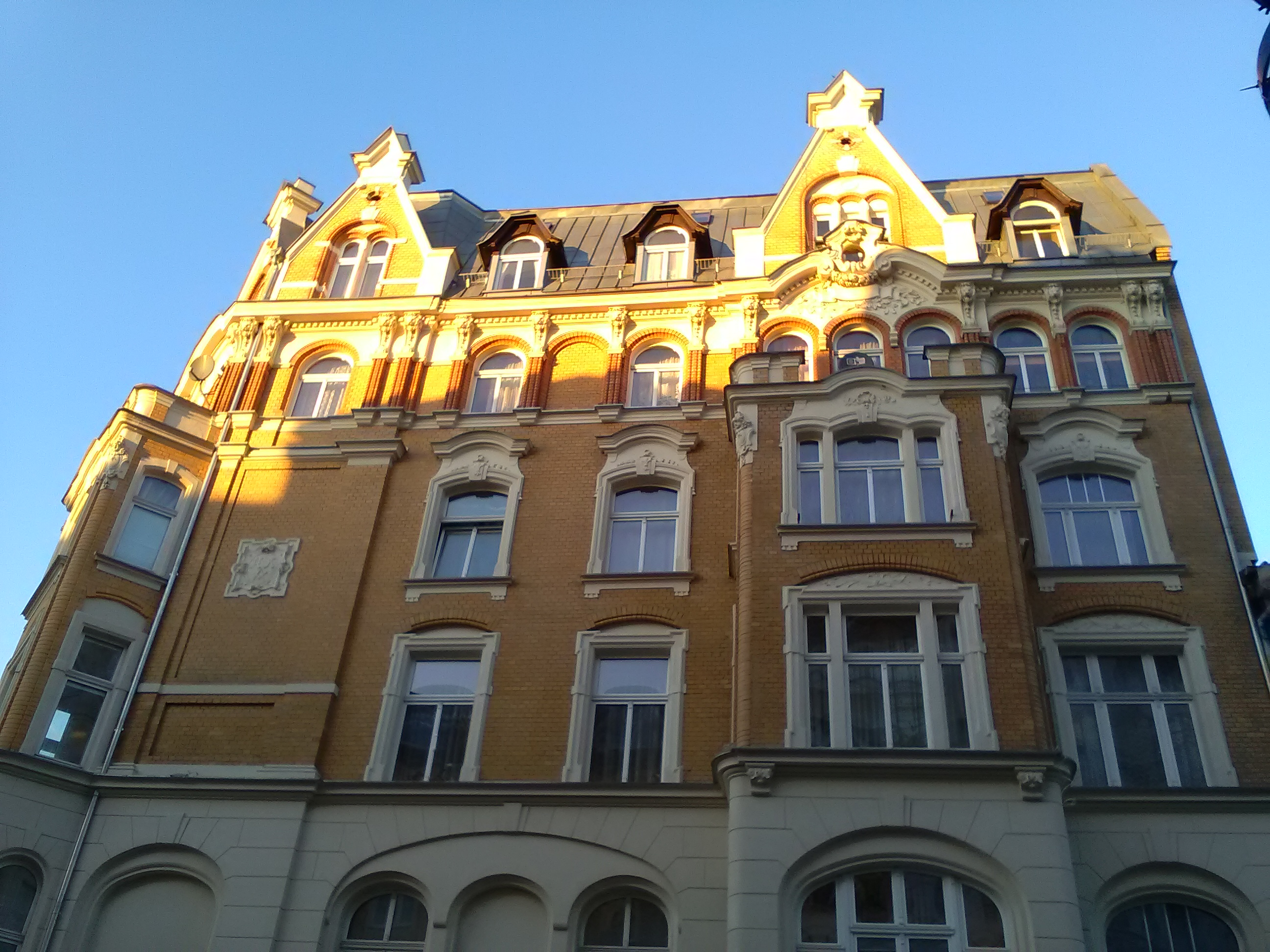
Kamienica Szewska 1 na rogu ulic Szewskiej i Wielkiej (zdjęcie od strony ul. Wielkiej)

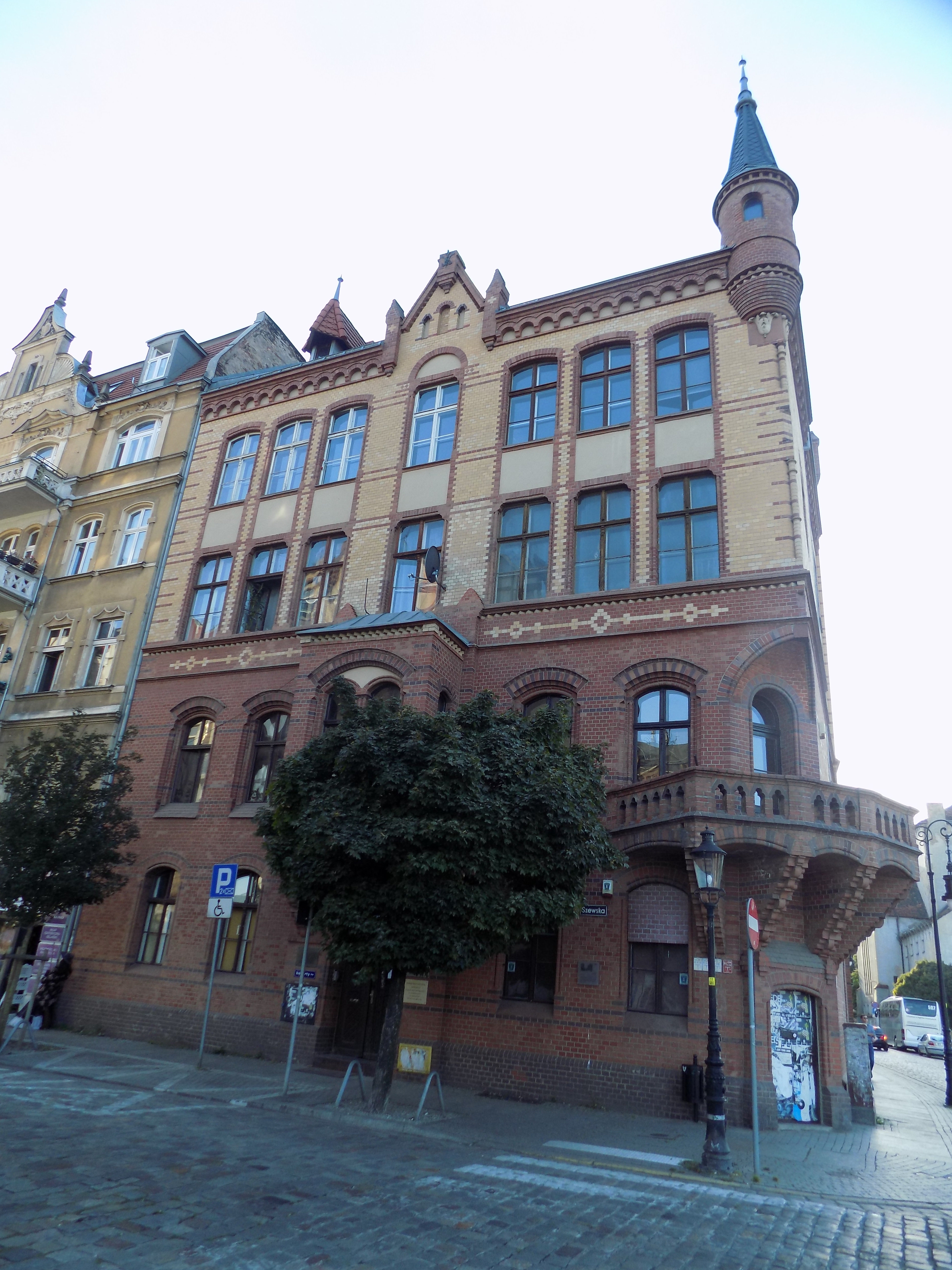
Kamienica zarządu gminy żydowskiej na rogu ulic Szewskiej 10 i Stawnej 10, mieszcząca jedyną w Poznaniu czynną synagogę (zdjęcie od strony ul. Szewskiej)

Ulica Szewska (niem. Schuhmacher Strasse) – brukowana ulica na Starym Mieście na osiedlu Stare Miasto w Poznaniu w ramach osiedla samorządowego Stare Miasto. Jej lekko przesuniętym na zachód przedłużeniem na południu jest ulica Ślusarska.

## Historia
Ulica powstała wraz z lokacją Starego Miasta. Początkowo, tak jak większość ulic w okolicy, nie miała nazwy ani numerów. Orientowano się wtedy instytucjami znajdującymi się w pobliżu (np. kościołami lub cechami). Nazwa ulicy pochodzi właśnie od znajdujących się przy niej warsztatów szewskich.
Początkowo zabudowa ulicy była w całości drewniana. Dopiero pożar w 1590 roku przyniósł zmianę. Drewniana zabudowa dzielnicy żydowskiej była idealnym środowiskiem do rozprzestrzeniania się ognia. Spłonęło wtedy 75 domów żydowskich na całej długości ulicy Szewskiej i wschodniej pierzei Wronieckiej oraz Stara Synagoga. Po pożarze król Zygmunt III Waza wydał reskrypt nakazujący odbudowę dzielnicy wyłącznie z murów lub murów pruskich i dachówek. Odbudowano wtedy również synagogę, która wraz ze starą synagogą i synagogą Nehemiasza została wyburzona w 1908 roku.
W czasie epidemii cholery w XIX wieku, w wyniku której zmarło 2% poznaniaków, główny szpital dla chorych urządzono przy ulicy Szewskiej. W okresie międzywojennym swój zakład krawiecki prowadził pod numerem 20 Józef Kręgielski, działacz śpiewaczy.
Odnoga pierwszej w Poznaniu linii tramwaju konnego biegła m.in. ul. Szewską.
Kamienica narożna (zachodnia) z ulicą Wielką należała w okresie międzywojennym do działacza narodowego i adwokata, ministra byłej dzielnicy pruskiej, Władysława Seydy. Kolejny dom był własnością kupca papierniczego Tadeusza Bartscha. Jedna z posesji należała do żydowskiej gminy wyznaniowej, a na kolejnej działała fabryka musztardy marki Perła. W domu rodziny Ludwiczaków (nr 20) zamieszkiwali m.in. Rufina Ludwiczak (farmaceutka i posłanka na Sejm) oraz Witalis Ludwiczak (profesor prawa i wioślarz olimpijczyk).

## Kościół
Na narożniku ulic Szewskiej i Dominikańskiej znajduje się neogotycki Kościół Najświętszego Serca Jezusowego i Matki Boskiej Pocieszenia z barokową fasadą. Najprawdopodobniej został ufundowany w XII wieku przez Bolesława Krzywoustego, stając się najstarszą świątynią lewobrzeżnego Poznania. Dzisiejszy gmach został odbudowany w 1920 roku.